# Мандрыка, Александр Николаевич
Александр Николаевич Мандрыка (1876—1928) — флигель-адъютант свиты императора (1905), полковник (1915). Во время Первой мировой войны исполнял должности Нижегородского вице-губернатора и Тифлисского губернатора.

## Биография
Родился в Харькове 26 мая (7 июня) 1876 года. Происходил из потомственных дворян Курской губернии; отец — отставной штабс-ротмистр, белгородский уездный предводитель дворянства Николай Николаевич Мандрыка, который был женат на дочери Эриванского губернатора генерал-лейтенанта И. И. Назорова (?—1859), Софье Ивановне.
С 16 августа 1888 года воспитывался в Пажеском корпусе. В VII классе в 1893 году был назначен вице-фельдфебелем; 1 сентября 1895 года был переведён в специальный класс корпуса с назначением и.д. фельдфебеля роты, с 30 сентября — камер-паж Его Императорского Величества, 13 октября утверждён фельдфебелем. Из корпуса выпущен 12 августа 1896 года подпоручиком в 4-й стрелковый Императорской фамилии лейб-гвардии полк. С 22 февраля 1900 года — батальонный адъютант.
Поручик (ст. 12.08.1900), штабс-капитан (ст. 12.08.1904). Был назначен флигель-адъютантом к Его Императорскому Величеству 27 декабря 1905 года, 13 июня 1906 года отчислен от должности адъютанта и с 14 июля стал командовать 4-й ротой Его Высочества; 3 октября 1907 года был назначен начальником батальонной учебной команды, 6 декабря 1908 года произведён в капитаны. С 7 декабря 1912 года был начальником полковой учебной команды.
В 1911 году был командирован по Высочайшему повелению в Царицын уговаривать иеромонаха Илиодора (Сергея Труфанова) подчиниться распоряжению Св. синода о переводе его в Тульскую епархию, но миссия успеха не имела. Однако А. Н. Мандрыка сделал Николаю II в присутствии царицы подробный двухчасовой доклад, в котором указал на открывшиеся в поездке факты развратного поведения Григория Распутина.
По Высочайшему повелению был отчислен 8 января 1914 года от строя Лейб-гвардии 4-го Стрелкового полка в Свиту Его Императорского Величества; продолжал числиться в полку до причисления 19 марта 1914 года к Министерству внутренних дел (ВП 19.03.1914) с зачислением по гвардейской пехоте.
Был произведён в подполковники (ст. 27.05.1914) с назначением и.д. Нижегородского вице-губернатора; полковник с 30 июля 1915 года за отличие по службе. С 22 января 1916 года — и.д. Тифлисского губернатора.
В 1918 году вернулся в Нижний Новгород и был арестован. Через некоторое время освобождён и привлечён на службу в Красную армию, как военный специалист. Но уже через год, в 1919 году был арестован и отправлен в тюрьму. Заключенных выводили на земляные работы и Мандрыке удалось бежать. Во время Гражданской войны служил в Вооруженных силах Юга России. В 1920 году был эвакуирован из Крыма на корабле «Константин».
В эмиграции жил во Франции. Умер 29 мая 1928 года в Париже. Похоронен на кладбище Баньё.

И там же, в Париже, выйдя однажды из торгпредства, я был окликнут шофером такси, бодрым мужчиной с седой бородой, оказавшимся Мандрыкой, моим бывшим фельдфебелем Пажеского корпуса и по этой должности камер-пажом государя. Я редко встречал его в последующей жизни: он был исправным служакой, флигель-адъютантом и нижегородским губернатором.

Через несколько месяцев после этой встречи моя мать мне сообщила, что Мандрыка умирает в нищете от чахотки в городской больнице и просит меня навестить его перед смертью. «Алексей прав,— говорил он матери обо мне.— Ему одному выпадет счастье увидеть родину…»

В нетопленом бараке, предназначенном для безнадежных смертников, он обнял меня и сказал:

— Прошу тебя, не забудь при переезде границы низко от меня поклониться родной земле!..
— Игнатьев А. А. Пятьдесят лет в строю. Книга I, глава 5. — М.: Воениздат, 1986. — 752 с. — ISBN 5-203-00055-7.

## Награды
- орден Св. Станислава 3-й ст. (06.12.1901)
- орден Св. Анны 3-й ст. (06.12.1904)
- орден Св. Станислава 2-й ст. (06.12.1907)
- орден Св. Анны 2-й ст. (06.12.1910)
- орден Св. Владимира 4-й ст. (доп. к ВП 06.12.1914).

иностранные
- румынский орден Короны, кавалерский крест (28.02.1899)
- итальянский орден Короны, кавалерский крест (24.07.1903)
- французский орден Чёрной звезды, офицерский крест (21.05.1904)
- шведский орден Меча (1908)
- черногорский орден кн. Даниила I 2-й (07.06.1912) и 5-й ст.
- сиамский орден Короны 3-й ст. (17.02.1914)

## Семья
Был женат с 24 августа 1901 года на дочери камергера Высочайшего Двора, Царскосельского уездного предводителя дворянства Ивана Александровича Ростовцева (ок. 1840 — 1901), Наталии Ивановне. Их дети: Наталья (14.07.1902—1938, Унжлаг), Александр (15.08.1903—?), Николай (11.07.1907—1985). Наталия Ивановна после бегства мужа вышла замуж за друга семьи Ленивцева (вероятно, фиктивно) для конспирации, но это не спасло от репрессий. Жена и дочь погибли в сталинских лагерях в 1930-е годы, сын Николай подвергался репрессиям в течение 21 года. Наталья Ивановна была посмертно реабилитирована Прокуратурой СССР (справка от 31.1.1956 № 13/5-71-497-55 и справка Ленинградского гор. суда от 5.3.1957 №4-у-057).